# Måneskin (band)
Måneskin er en italiensk pop-rock-gruppe fra Rom. Gruppen består af forsanger Damiano David, bassist Victoria De Angelis, guitarist Thomas Raggi, og trommeslager Ethan Torchio. Gruppen vandt Eurovision Song Contest 2021 i Rotterdam for Italien, med sangen Zitti e Buoni. De kom på en 4. plads hos juryerne med 206 point, men de vandt seerafstemningen med 318 point og vandt med 524 point i alt.
Gruppen blev kendt efter at være kommet på andenpladsen i den ellevte sæson af den italienske version af talentshowet X Factor, der blev sendt i 2017. Gruppens danske navn er valgt, fordi gruppens bassist Victoria De Angelis er halvt dansker.
Siden X Factor og Eurovision har Måneskin udgivet en lang række sange og turneret hele verden med hits som "Supermodel", "Mammamia" og "Gossip" (feat. Tom Morello). 

## Diskografi

### Albums
| Titel                 | Udgivelsesdato    | Certifikationer | Andet |
| --------------------- | ----------------- | --------------- | ----- |
| Il ballo della vita   | 26. oktober 2018  | FIMI: 3x Platin |       |
| Teatro d'ira: Vol.1   | 19. marts 2021    |                 |       |
| Rush!                 | 20. januar 2023   |                 |       |
| Rush! (ARE U COMING?) | 10. november 2023 |                 |       |

### Singler
| Navn                 | År   | Certifikationer | Album/EP            |
| -------------------- | ---- | --------------- | ------------------- |
| "Chosen"             | 2017 | FIMI: 2x Platin | Chosen              |
| "Moriro da re"       | 2018 |                 | Il ballo della vita |
| "Torna a casa"       | 2018 |                 | Il ballo della vita |
| "Fear for Nobody     | 2019 |                 | Il ballo della vita |
| "L'altra dimensione" | 2019 |                 | Il ballo della vita |
| "Le parole lontane"  | 2019 |                 | Il ballo della vita |
| "Vent'anni"          | 2020 |                 | Teatro d'ira: Vol.1 |
| "Zitti e buoni"      | 2021 |                 | Teatro d'ira: Vol.1 |